# Гвинея-Бисау
Република Гвинея-Бисау е държава в Западна Африка. Граничи със Сенегал (дължина на границата 338 km) на север, Гвинея (386 km) на югоизток и изток и с Атлантическия океан (дължина на бреговата линия 350 km) на югозапад. Тя е една от най-малките и бедни страни в континентална Африка. Гвинея-Бисау е бивша колония на Португалия като получава независимостта си през 1974 г. след свалянето на авторитарния режим в метрополията.

## География
Гвинея-Бисау има силно разчленена и заблатена, покрита с мангрова растителност брегова линия, състояща се от дълги и сравнително широки речни естуари и разпръснати над 60 малки острова. С изключение на остров Болама, останалите са в състава на крайбрежния архипелаг Бижагош (площ 2624 km²), който е защитена зона със статут на резерват. Континенталната част представлява плоска, на места заблатена низина от разливането на 3-те най-големи реки – Кашеу, Жеба и Корубал. На изток на територията на страната навлизат крайните западни разклонения разклонения на платото Фута Джалон и тук се намира максималната височина на Гвинея-Бисау – 262 m.
Климатът е горещ субекваториален, мусонен с дъждовен летен и сух зимен сезон. Средната януарска температура е 24°С, а средната юлска 26°С. Годишната сума на валежите по крайбрежието е до 2000 mm и повече, а във вътрешността на страната 1200 – 1500 mm. По-голяма част от островите Бижагош са покрити с екваториални и мангрови гори, а вътрешността е заета от преходна зона между лесосавана и вечнозелени влажни тропически гори. Последните са съставени от много видове с ценна твърда дървесина. В тях обитават маймуни, биволи, леопарди, диви свине, змии и много видове птици. Откритите запаси на калай, боксит, фосфати, нефт и мед все още не са изцяло разработени.

## История
От 9 до началото на 13 век територията на Гвинея-Бисау влиза в състава на държавата Гана, а от 13 до 15 век – в средновековната държава Мали. През 1446 териториите на Гвинея-Бисау са завладени от португалците. През 17 век европейците започват да развиват търговия с роби от територията на Гвинея-Бисау. От 1879 до 1973 страната е колония на Португалия (Португалска Гвинея), присъединена административно към Кабо Верде. През 1956 Амилкар Кабрал застава начело на националноосвободителната борба. През 1963 продължава въоръжената освободителна борба под ръководството на Африканската партия за независимост на Гвинея и островите Кабо Верде (основана през 1956). Тази партия е с ляв уклон и получава подкрепата на СССР, Китай и Куба, която осигурява лекарска помощ на населението и инструктори за въоръжените крила на партията. На 24 септември 1973 е обявена независимостта на Гвинея-Бисау от Луиш де Алмейда Кабрал, брат на убития в Конакри Амилкар Кабрал. През 1974 Португалия признава Гвинея-Бисау и изтегля войските си. През 1980 е извършен държавен преврат и начело застава Жоао Бернардо Виейра. През 1984 е избран Държавен съвет и е приета нова конституция. През 1991 е въведена е многопартийна система. През 1999, в резултат на военен преврат Виейра е отстранен от власт. След серия от преврати и сменящи се президенти той отново идва на власт няколко последователни пъти, последния през 2005 (след избори). Жоао Бернардо Виейра бива убит на 2 март 2009 от бисауански войници, които отмъщават за убийството на НЩ на армията Батишта Тагме На Уаи, станало предишния ден.

## Държавно устройство
Гвинея-Бисау е република. До 1991 тя е еднопартийна държава с про-съветска ориентация, но дори след тази година тя запазва социалистическата символика в политиката. Президентът е държавен глава, а премиерът е глава на правителството. Законодателната власт е в ръцете на еднокамарен парламент – Национално народно събрание, в което участват 100 души. Те се избират от народни комитети и имат 4-годишен мандат. Съдебната власт е концентрирана във Върховния съд, които се състои от 9 върховни съдии, назначавани директно от президента. Най-силните партии в страната са Африканска партия за независимост на Гвинея и Кабо Верде (АПНГК), която има най-голям брой места в парламента към 2009, както и Партия за социално обновление (ПСР). АПНГК е марксистка и националистическа, а ПСР е социалдемократическа. Сегашният временен президент, Раймундо Перейра, е член на първата партия. Гвинея-Бисау членува в редица организации, сред които Западноафриканската икономическа общност, Организацията на Ислямската конференция, Движението на необвързаните страни и Световната търговска организация.

### Въоръжени сили
Въоръжените сили на Гвинея-Бисау, официално „Народни революционни въоръжени сили“ (НРВС), представляват войските на страната. НРВС имат 3 клона – сухопътни войски, военновъздушни сили и флот. Общата им численост е около 9300 души. Военновъздушните сили имат изцяло транспортна функция, а флота – охранителна. Бюджетът на армията е около $10 милиона. Сухопътните войски наброяват 6800 души, и са най-големия клон. Въпреки малкия си размер, въоръжените сили разполагат с танкове (около 20 – 30, предимно Т-34 и Т-55), зенитно оборудване (9К32 Стрела-2, зенитно-артилерийски системи – около 50) и друга бронирана техника. Последните изтребители са изтеглени от употреба през 90-те заради липса на средства. НРВС има предимно стабилизираща за страната функция.

## Административно деление
Гвинея-Бисау е разделена на 8 региона, които се делят на сектори, и един автономен сектор. Регионите се поделят на общо 37 сектора. Регионите са:
- Бафата
- Биомбо
- Бисау – автономен сектор
- Болама
- Кашеу
- Габу
- Ойо
- Кинара
- Томбали

## Икономика
Гвинея-Бисау има слабо развита икономика и е сред 10-те най-бедни държави в света. Стопанската дейност е концентрирана върху земеделието и риболова. На обработваемите земи (11% от общата площ) се отглеждат фъстъци, маслени и кокосови палми, ориз (основната храна на населението), памук, какао, захарна тръстика. Гвинея-Бисау е на шесто място в света по производство на кашу. Развъжда се добитък – овце, говеда, свине. Средната надница през 2007 година е 1 – 2 долара. През 2000 година Гвинея-Бисау успява да покрие изискванията на МВФ за опрощаване на близо $950 млн. външен дълг. Страната има големи петролни находища, но поради липсата на капитали се добиват само около 400 000 барела на ден. Минното дело е ограничено до добив на материали за строиелството. Наличието на диаманти и злато, ако започне тяхното извличанине, също биха спомогнали за развитието на страната.
БВП (ППС) възлиза на едва $904 млн. за 2008 година, с $600 на глава от населението. Годишният растеж е 3,9%. Земеделието генерира 62% от БВП, промишлеността – 12%, а сектора на услугите – 26%. Близо 82% от работната ръка (възлизаща на 480 000 души) е заета в областта на селското стопанство. Нивото на инфлацията е сравнително ниско – 3,8% за 2007. Годишният износ възлиза на над $130 млн., основните износни продукти са кашу, фъстъци, скариди, палмови ядки и дървен материал. Внасят се машини, автомобили, храни и петролни продукти на стойност $200 млн. Основни търговски партньори са Бразилия, Португалия, Индия, Сенегал, Нигерия и Франция.

### Комункации и транспорт
Гвинея-Бисау има много слаборазвита комуникационна мрежа. Стационарните телефонни линии са 4600, а мобилните телефони – 297 000. В страната има 4 активни радиостанции, а броят на радиоприемниците през 1997 г. е бил 49 000. Има само една телевизионна станция. Броят на интернет потребителите е 37 000.
Пътната мрежа има обща дължина от 3455 км, но само 965 км от тях са асфалтирани. Железопътни линии няма, но съществува споразумение за бъдещо изграждане на жп-линия до Сенегал. Множеството реки улесняват водния транспорт из страната, но повечето от тях са плитки и могат да бъдат прекосявани само от малки корабчета и лодки. В страната има 27 летища, от които три са с павирани писти.

## Население
Населението на Гвинея-Бисау наброява 1 503 000 души (2008 г.), и включва около 20 етнически групи. Основните са баланта, фула и мандинка. Има много малки общности от макайски китайци и бели португалци (по-малко от 1%). Почти 50% от тях спазват местните традиционни вярвания, само 5% са християни-католици, останалите са мюсюлмани (сунити). По-голямата част от населението е свръхбедно, живее под границата на жизнения минимум. Прирастът на населението е 2,04% на година, а средната възраст е 19,2 години. Около 11% от новородените умират, преди да навършат пълнолетие. Продължителността на живота е ниска – средно 47,52 години, с 45,71 години за мъжете и 49,39 години за жените. Около 10% от населението е ХИВ-позитивно. Освен официалния португалски език в Гвинея-Бисау се говорят фулбе и гвинейски криулу (на португалска основа). Неграмотността на населението е висока – 57,6% за всички възрасти, но 94% от населението на възраст между 15 и 24 години може да чете и пише.

### Градове
| Списък на градовете в Гвинея-Бисау | Списък на градовете в Гвинея-Бисау | Списък на градовете в Гвинея-Бисау | Списък на градовете в Гвинея-Бисау | Списък на градовете в Гвинея-Бисау | Списък на градовете в Гвинея-Бисау |
| Място                              | Град                               | Население                          | Население                          | Население                          | Регион                             |
| Място                              | Град                               | Преброяване, 1979                  | Оценка, 2005                       | Оценка, 2009                       | Регион                             |
| ---------------------------------- | ---------------------------------- | ---------------------------------- | ---------------------------------- | ---------------------------------- | ---------------------------------- |
| 1                                  | Бисау                              | 109 214                            | 388 028                            | 423 478                            | Бисау                              |
| 2                                  | Бафата                             | 13 429                             | 22 521                             | 22 791                             | Бафата                             |
| 3                                  | Габу                               | 7803                               | 14 430                             | 14 561                             | Габу                               |
| 4                                  | Бисора                             | няма данни                         | 12 688                             | 12 027                             | Ойо                                |
| 5                                  | Болама                             | 9100                               | 10 769                             | 9998                               | Болама                             |
| 6                                  | Кашеу                              | 7600                               | 10 490                             | 9882                               | Кашеу                              |
| 7                                  | Бубаке                             | 8400                               | 9941                               | 9229                               | Болама                             |
| 8                                  | Катио                              | 5170                               | 9898                               | 9342                               | Томбали                            |
| 9                                  | Маншоа                             | 5390                               | 7821                               | 7414                               | Ойо                                |
| 10                                 | Буба                               | няма данни                         | 7779                               | 6867                               | Кинара                             |
| 11                                 | Кебо                               | няма данни                         | 7072                               | 6243                               | Кинара                             |
| 12                                 | Канчунго                           | 4965                               | 6853                               | 6456                               | Кашеу                              |
| 13                                 | Фарим                              | 4468                               | 6792                               | 6439                               | Ойо                                |
| 14                                 | Кинамел                            | няма данни                         | 3128                               | 2885                               | Биомбо                             |
| 15                                 | Фулакунда                          | няма данни                         | 1327                               | няма данни                         | Кинара                             |

## Култура
Гвинея-Бисау има разнообразна за мащабите си култура. Тя съчетава местните африкански традиции с колониалното португалско влияние. Музикалният жанр гумбе оказва огромно влияние върху музиката на Карибските острови, тъй като голяма част от чернокожите роби на Карибите са били докарани от „Робския бряг“ – Гвинея и Гвинея-Бисау. Калабаш се нарича голям плод, подобен на кратуна, от който се правят музикални инструменти. Много от народните песни и танци са хумористични, и често засягат събития от съвремието. Правителството често наблюдава културната дейност, и има случаи на цензура срещу музикални изпълнители, които го критикуват – например китаристът и певец Жустино Делгадо е бил арестуван заради критика към бившия президент Жоао Бернардо Виейра. В Гвинея-Бисау има институт по изкуствата с музикален и танцов отдел, който спонсорира много концерти. Архипелагът Болама е известен с матриархалното си общество, където жените избират съпруга си и управляват религиозните дела. Ислямизацията обаче заплашва тези традиции.

## Други
- Външна политика на Гвинея-Бисау
- Дипломатически мисии на Гвинея-Бисау